# Villa Bierbaum

Ansichtskarte von 1916: Zentralbau und linker Seitenflügel in Parklandschaft

Die Villa Bierbaum, später Villa Löbbecke genannte klassizistische Villa in Braunschweig war 1805 an der Petrithor-Promenade 16, heute Inselwall, errichtet worden. Sie brannte im Zweiten Weltkrieg während des Bombenangriffs am 15. Oktober 1944 aus und wurde 1961 abgerissen. Heute befindet sich an ihrer Stelle ein Park mit Springbrunnen.

## Geschichte

Stadtplan von 1889: Im Zentrum die dreiflügelige Villa Bierbaum, bzw. Villa Löbbecke mit dazugehörigem Park an der Petrithor-Promenade, heute Inselwall. Blau, verschiedene Okerarme. Links vor dem Bammelsburger Teich die 1881/82 von Constantin Uhde entworfene Villa Löbbecke. Rechts der Gaußberg, darunter der Nickelnkulk und die Wendenstraße.

Aufgrund der Weiterentwicklung der Kriegswaffen, insbesondere der der Artillerie, waren die Befestigungsanlagen der Stadt nicht mehr zeitgemäß, gleichzeitig wurde mehr Wohnraum für die wachsende Bevölkerung benötigt. Aus diesem Grunde wurde 1803, nach den Plänen des Architekten Peter Joseph Krahe mit der Schleifung der Wallanlagen begonnen, die dann im Laufe der Zeit in die heute existierenden Parkanlagen umgewandelt wurden.
Heinrich Wilhelm Bierbaum, Angehöriger der über Jahrhunderte in Braunschweig ansässigen Kaufmannsfamilie Bierbaum, erwarb am 14. Juli 1802 für seinen aus London zurückkehrenden Bruder Julius Georg zwei Grundstücke im nordwestlichen Bereich der ehemaligen Wallanlagen, wobei er zusicherte, „Daß sein Bruder daraus eine zur Zierde der Stadt gereichende Anlage in Gebäuden und Anpflanzungen zu machen gedenke.“ Der Verkauf der Grundstücke war zudem mit der Auflage verbunden, das ehemalige Festungswerk endgültig zu schleifen.
So entstand ab 1805 nach Plänen des Kammerbaumeisters Heinrich Ludwig Rothermundt auf dem höchsten Punkt des ehemaligen Ludwigsbollwerkes ein dreiflügeliges, zweigeschossiges, herrschaftliches Wohnhaus (Assekuranznummern 2940). Dessen Grundriss erinnerte zwar noch an das Barock, äußerlich war das Gebäude jedoch bereits im Stil des Klassizismus gestaltet worden. Es lag nicht direkt an der Straße, sondern von dieser zurückgesetzt in einem parkähnlichen Anwesen mit zwei großbürgerlich-repräsentativen Toreinfahrten und Vorfahrt. Nach Nordwesten öffnete sich das schlossartige Ensemble über den sanft zur Oker abfallenden Park, der sich jenseits des Flusses fortsetzte. Dieser Landschaftspark im Stil der Frühromantik wurde zunächst Bierbaums Garten, später, nach dem neuen Besitzer Löbbeckes Garten genannt und heißt heute Inselwallpark. Der zentrale Bau mit Aussichtsrotunde hatte ein Walmdach, die Flügel Satteldächer. Gegenüber der Bierbaumschen Villa befand sich von 1712 bis 1831 ein Haus, in dem unter anderem der Maler Pascha Johann Friedrich Weitsch wohnte.

### Villa Löbbecke
In den 1860er Jahren hatte Hofbankier und Kommerzienrat Otto Löbbecke Grundstück und Gebäude von der Familie Bierbaum erworben und ließ das Gebäudeensemble zwischen 1865 und 1872 von Constantin Uhde umgestalten und erweitern. Das mittlere Gebäude wurde um ein Mezzaningeschoss aufgestockt und erhielt ein Flachdach mit Kranzgesims und Eckakroterien sowie ein Gartenhaus mit Pultdach in Eisen-Glas-Bauweise, wodurch ein klassizistischer Eindruck entstand, der an die Bauten Karl Friedrich Schinkels erinnerte.

### Geburtshaus von Ricarda Huch

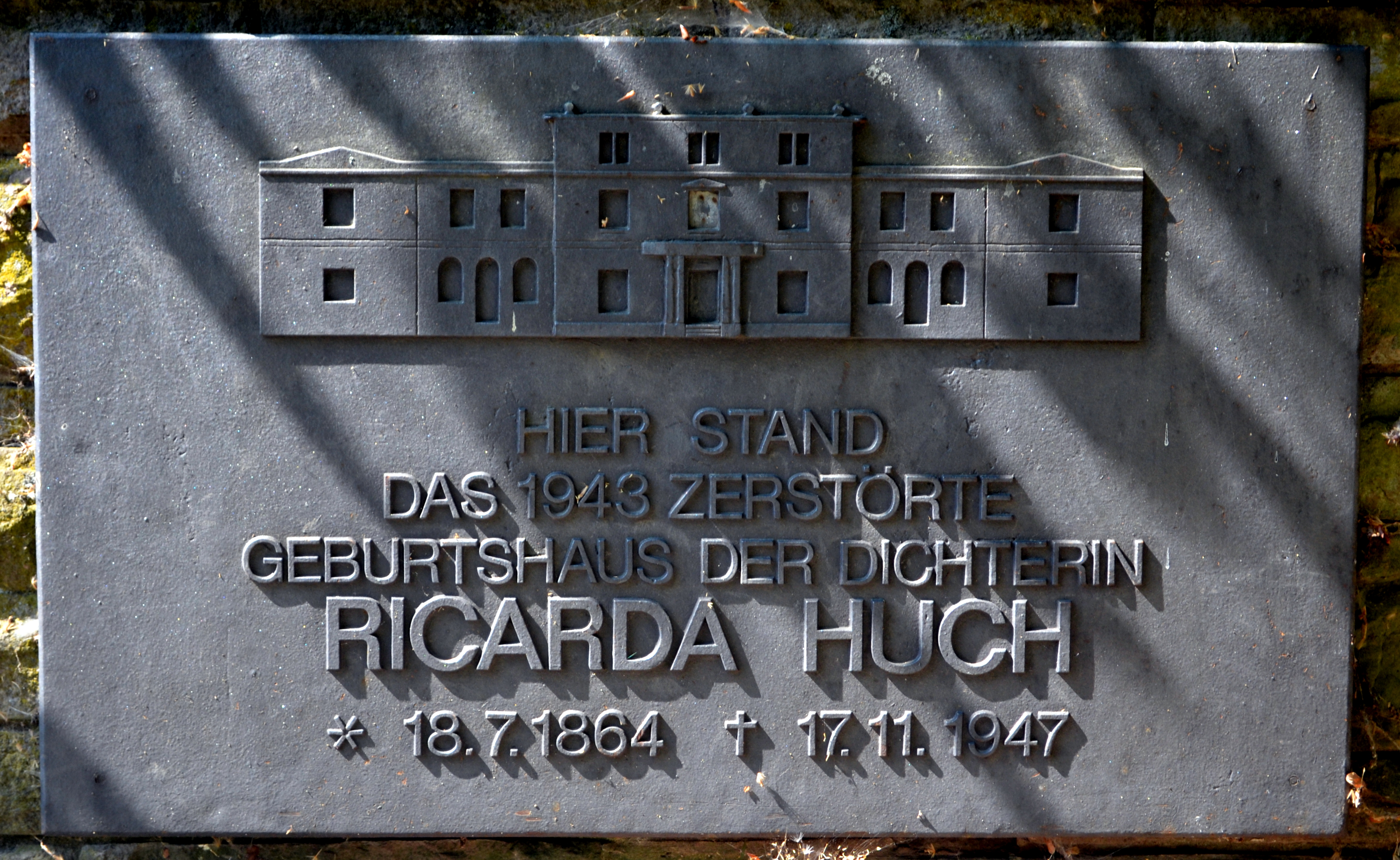
Gedenktafel für das Geburtshaus Ricarda Huchs im heutigen Inselwallpark.

Am 18. Juli 1864 wurde die Schriftstellerin Ricarda Huch in der Villa Löbbecke geboren. Aufgewachsen ist sie nur einige hundert Meter entfernt in der Villa der Familie Huch, Hohetorpromenade 11 (heute Hohetorwall). An Ricarda Huch erinnern heute zwei Gedenktafeln am ehemaligen Standort der Bierbaumschen Villa.

### Zeit des Nationalsozialismus
Ab 1932 stand die Villa einige Zeit leer, diente dann aber von 1933 bis zum Kriegsende als „Axel-Schaffeld-Haus“ (benannt nach Axel Schaffeld) der SA-Standarte 92. Bei mehreren Bombenangriffen zwischen 1943 und 1945 wurde der Gebäudekomplex stark beschädigt.

### Nachkriegszeit

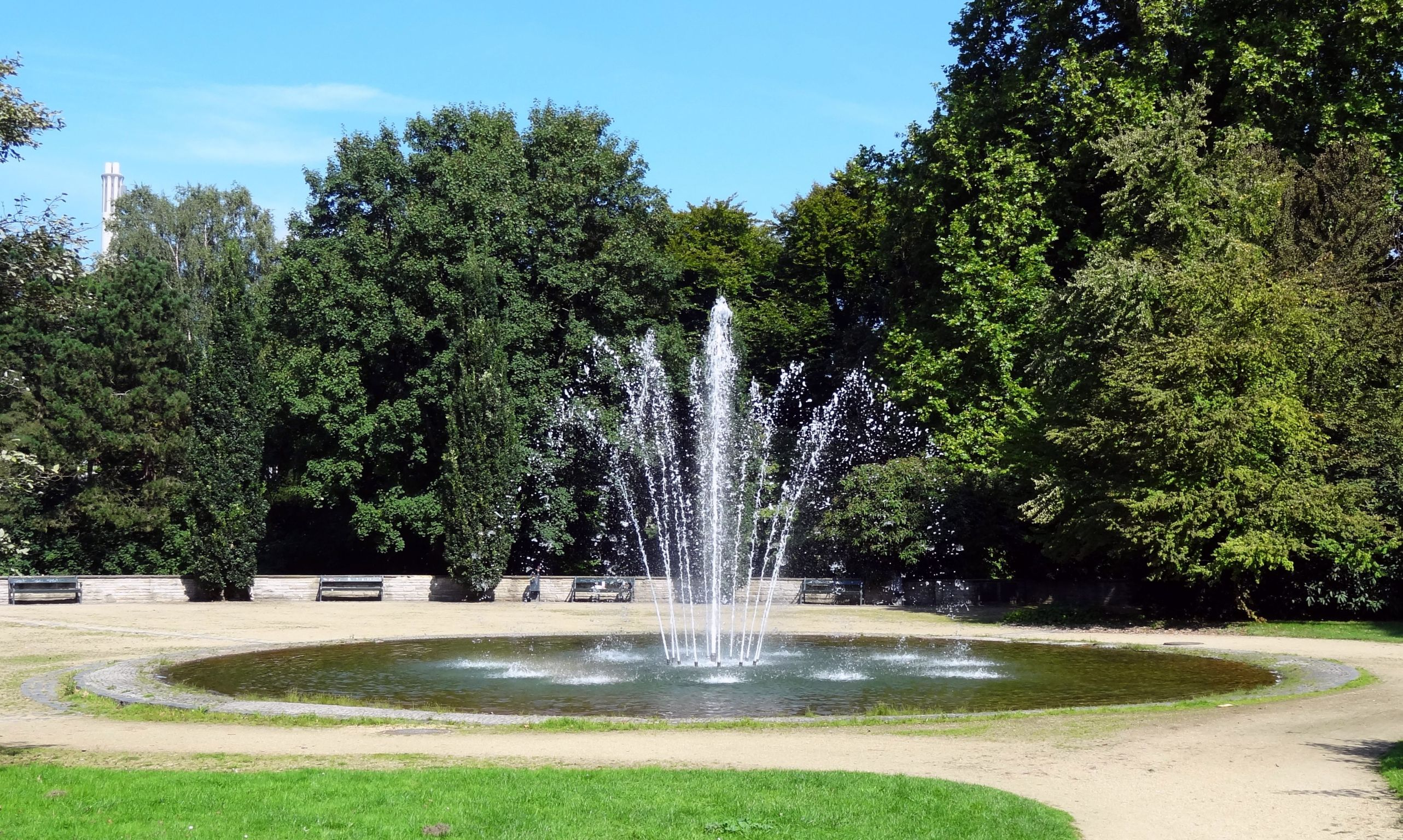
Gegenwart: Der Springbrunnen an der Stelle der 1961 abgerissenen Villa.

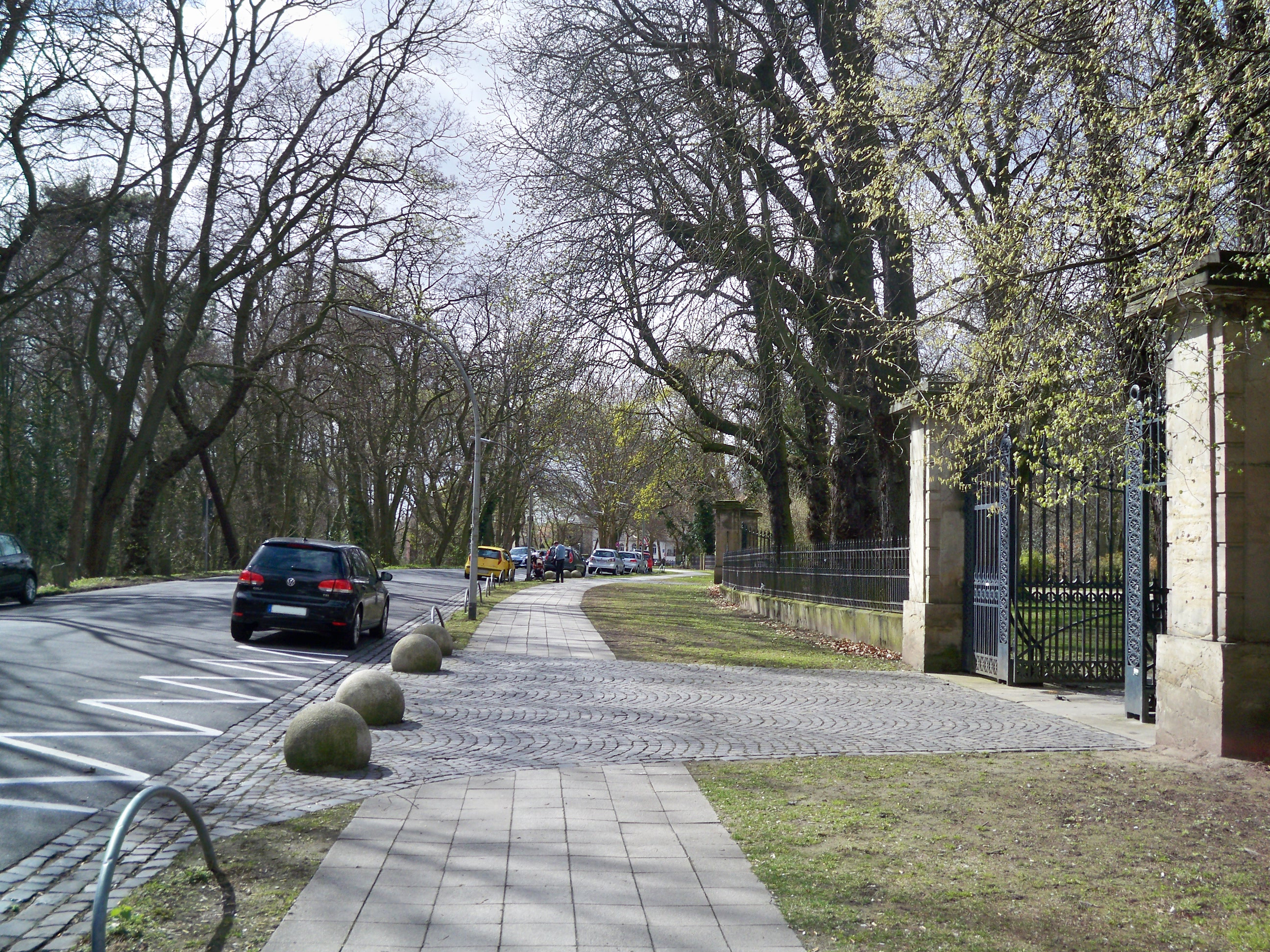
Rechts die zwei verbliebenen Tordurchfahrten und der Zaun.

Nach Kriegsende gingen Gebäude und Grundstück in das Eigentum des 1946 neu geschaffenen Landes Niedersachsen über. Die teilweise zerstörten und behelfsmäßig instandgesetzten Gebäude dienten als Flüchtlingsheim. Der Park verwilderte mangels Pflege. 1958 übergab das Land Niedersachsen Gebäude und Grundstück an die Stadt Braunschweig, die anschließend Teile davon umgestalten und Trümmer beseitigen ließ. 1960 begannen schließlich die Abbrucharbeiten.
Heute ist am Standort der Villa nur noch ein großes Springbrunnenbecken zu sehen. Der ursprüngliche, teilweise mit exotischen Gewächsen bepflanzte Landschaftsgarten ist mangels Pflege als solcher nicht mehr vorhanden bzw. erkennbar. Die wenigen, verteilt im – jetzt Inselwallpark genannten – Park aufgestellten Statuen stammen nicht von der Villa Bierbaum/Löbbecke, sondern aus dem Anfang des 19. Jahrhunderts abgerissenen Salzdahlumer Schloss, 10 km südöstlich von Braunschweig. Einzige vor Ort verbliebene Originalteile sind die beiden großen Tordurchfahrten sowie der schmiedeeiserne Zaun. Der Park ist in seiner Form seit 1963 unverändert.